# Saison 2014-2015 de la Jeunesse sportive de Kabylie
 (février 2015).
Si vous disposez d'ouvrages ou d'articles de référence ou si vous connaissez des sites web de qualité traitant du thème abordé ici, merci de compléter l'article en donnant les références utiles à sa vérifiabilité et en les liant à la section « Notes et références ».
Maillots
Chronologie
Saison précédente Saison suivante
Cet article traite de la saison 2014-2015 de la Jeunesse sportive de Kabylie. 
Il s'agit de sa cinquante-deuxième saison sportive dans le football algérien, mais aussi sa soixante-deuxième si l'on prend en compte celles de la période coloniale. Les matchs se déroulent essentiellement en Championnat d'Algérie de football 2014-2015 (quarante-cinquième saison d'affilée dans l'élite)  mais aussi en Coupe d'Algérie de football 2014-2015 (sa cinquantième participation). À noter également que le club ne participe pas à une compétition internationale pour la troisième année consécutive.

## Effectif de la JSK
Les joueurs de la saison 2014-2015 de la JSK sont: 
| Joueur                               | Pos. |
| ------------------------------------ | ---- |
| Zaka                                 | A    |
| Aziz Ben Abdelli                     | M    |
| Bilal Tizi Bouali                    | D    |
| Oussama Darragi                      | M    |
| Badreddine Souyad                    | D    |
| Rezki Hamroune                       | A    |
| Massinissa Nezla                     | A    |
| Glody Kilangalanga                   | A    |
| Mohamed Abdullah Abdussalam Al-Tubal | M    |
| Kouceila Boualia                     | A    |
| Rédha Bensayah                       | A    |
| Juba Oukaci                          | M    |
| Mohamed Benchaira                    | M    |
| Karam Hamdad                         | G    |
| Oussama Benbot                       | G    |
| Chaker Kaddour Chérif                | A    |
| Walid Bencherifa                     | D    |
| Malik Raiah                          | M    |
| Ahmed Mohamed Kerroum                | D    |
| Abdessamed Bounoua                   | M    |
| Juba Aguieb                          | M    |
| Oussama Daibeche                     | A    |
| Racim Mebarki                        | D    |
| Masten Becheker                      | G    |
| Hadj Habib Saïd Fellahi              | A    |
| Abdelmoumen Chikhi                   | D    |
| Ahmed Ait Abdessalem                 | D    |
| Mohamed Tabal                        | M    |
| Merouane Loucif                      | M    |
| Nassim Mekideche                     | D    |
| Ammar El Orfi                        | M    |
| Fares Nechat Djabri                  | D    |
| Ilyes Faical Haddouche               | D    |
| Hodeifa Arfi                         | M    |
| Fouad Ghanem                         | M    |
| Ali Haroun                           | A    |
| Mohamed Hadid                        | G    |
| Mohamed Younes Cherifi               | A    |
| Abdelatif Ramdane                    | G    |

## Buteurs
| No.       | Nat.                     | Player                | Pos.      | L 1 | AC | TOTAL |
| --------- | ------------------------ | --------------------- | --------- | --- | -- | ----- |
| 5         | Drapeau de l'Algérie     | Ali Rial              | DF        | 12  | 0  | 12    |
| 99        | Drapeau de l'Algérie     | Youcef Khodja         | FW        | 5   | 1  | 5     |
| 8         | Drapeau de l'Irak        | Mohannad Abdul-Raheem | FW        | 4   | 0  | 4     |
| 7         | Drapeau de l'Algérie     | Ibrahim Si Ammar      | MF        | 2   | 1  | 3     |
| 33        | Drapeau de l'Algérie     | Mohamed Khoutir Ziti  | DF        | 2   | 1  | 3     |
| 9         | Drapeau du Cameroun      | Albert Ebossé         | FW        | 2   | 0  | 2     |
| -         | Drapeau de la Mauritanie | Cheikh Moulaye Ahmed  | FW        | 2   | 0  | 2     |
| 10        | Drapeau de l'Algérie     | Samir Aiboud          | MF        | 1   | 1  | 2     |
| 17        | Drapeau de l'Algérie     | Hamza Yadroudj        | MF        | 0   | 2  | 2     |
| 13        | Drapeau de l'Algérie     | Malik Ihadjadène      | MF        | 1   | 1  | 2     |
| 15        | Drapeau de l'Algérie     | Saïd Ferguène         | FW        | 1   | 0  | 1     |
| -         | Drapeau de l'Algérie     | Karim Boutadjine      | FW        | 1   | 0  | 1     |
| 16        | Drapeau de l'Algérie     | Rachid Ferrahi        | FW        | 1   | 0  | 1     |
| 4         | Drapeau de l'Algérie     | Zineddine Mekkaoui    | DF        | 1   | 0  | 1     |
| Own Goals | Own Goals                | Own Goals             | Own Goals | 0   | 0  | 0     |
| Totals    | Totals                   | Totals                | Totals    | 35  | 7  | 42    |